# Akantohyfida

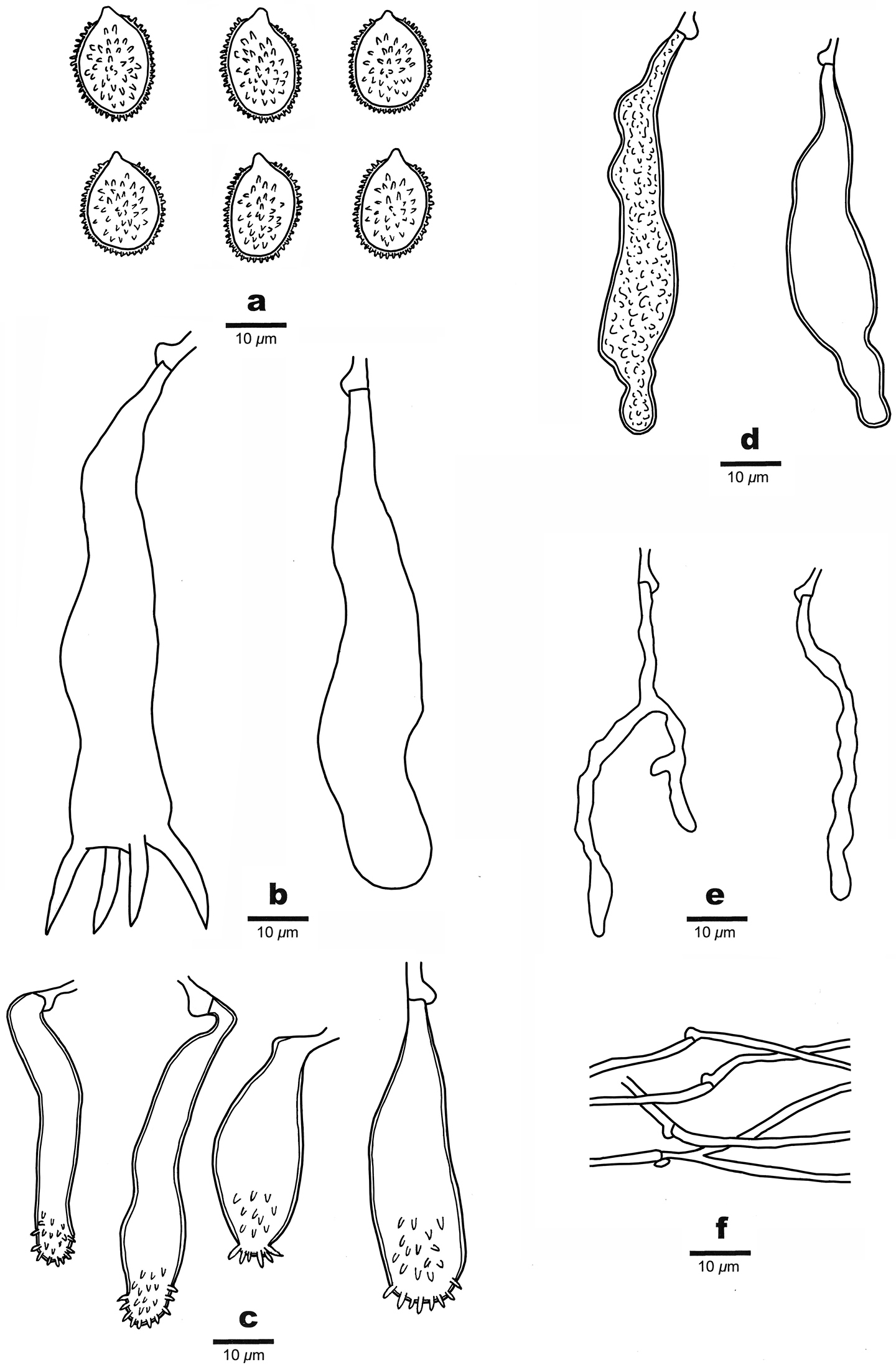
Aleurodiscus subroseus: a – bazydiospory, b -podstawka i bazydiola, c – akantohyfidy, d – gleocystydy, e – hyfidy, f – strzępki generatywne

Akantohyfidy (łac. acanthophyphidia) – rodzaj strzępek występujących w hymenium u niektórych grzybów. Są jednym z rodzajów hyfid. Dawniej nazywane były akantofizami (acanthophyses), obecnie to określenie uważa się za nieprawidłowe.
Akantohyfidy to cienkościenne lub grubościenne, o maczugowatym lub cylindrycznym kształcie elementy posiadające na całej długości, po bokach kołeczkowate wyrostki. Występują np. u Xylobolus subpileatus. Są homologiczne z podstawkami i czasami mogą się rozwinąć w podstawki, np. u Acanthobasidium norvegicum.
Występowanie akantohyfid i ich morfologia ma znaczenie przy mikroskopowym oznaczaniu niektórych gatunków grzybów.